# Scooby-Doo and Guess Who?
Scooby-Doo and Guess Who? é uma série de desenho animado americana produzida pela Warner Bros. Animation e a décima terceira série de televisão da franquia do Scooby-Doo. A série é produzida por Chris Bailey.
O programa estreou no serviço SVOD do Boomerang em 27 de junho de 2019, antes de fazer sua estreia linear no Cartoon Network em 8 de julho de 2019 e no Boomerang em 1 de outubro de 2020. A série mudou para o Max e os episódios restante da segunda temporada foram lançados em 1 de outubro de 2021.

## Premissa
Scooby-Doo e Convidados ou Scooby-Doo, and Guess Who? concentra-se na gangue Mystery Inc. 
Enquanto eles resolvem mistérios maiores, ao mesmo tempo em que encontram muitas celebridades memoráveis, assim como em The New Scooby-Doo Movies. Estrelas convidadas que foram anunciadas para o show incluem Chris Paul, Sia, Halsey, Ricky Gervais, Kenny Thompson, Wanda Sykes, Bill Nye, Neil deGrasse Tyson e Mark Hamill, junto com personagens fictícios como Steve Urkel l, Batman, Sherlock Holmes, O Flash e Mulher Maravilha.

## Elenco de voz
Elenco principal
- Frank Welker como Fred Jones e Scooby-Doo
- Grey DeLisle como Daphne Blake
- Matthew Lillard como Shaggy Rogers
- Kate Micucci como Velma Dinkley

Estrelas convidadas
- Kevin Conroy como Batman[2]
- Ian James Corlett como Sherlock Holmes[3]
- John DiMaggio como Abraham Lincoln[4]
- Jim Gaffigan como ele mesmo[3]
- Ricky Gervais como ele mesmo
- Whoopi Goldberg como ela mesma[5]
- Halsey como ela mesma
- Mark Hamill como ele mesmo
- Rachel Kimsey como Wonder Woman[3]
- Bill Nye como ele mesmo
- Chris Paul como ele mesmo
- Penn & Teller como eles mesmos[6]
- Sia como ela mesma
- Wanda Sykes como ela mesma[3]
- Kenan Thompson como ele mesmo
- Neil deGrasse Tyson como himself
- Jaleel White como Steve Urkel
- "Weird Al" Yankovic como mesma[7]

## Episódios
| #  | Título | Estrelas Convidadas | Sinopse | Escrito por                         | Direção        | Data de exibição                                |
| -- | --- | ------------------- | --- | ----------------------------------- | -------------- | ----------------------------------------------- |
| 1  | Revenge of the Swamp Monster! (A Vingança do Monstro do Pântano no Brasil)                                 | Chris Paul          | Salsicha é o caddie do jogador de basquete do Houston Rockets e do fã de boliche, Chris Paul, em um evento beneficente para arrecadar dinheiro para uma escola de artes. No entanto, Mystery, Inc. terá que resolver um mistério em torno de um monstro do pântano causando problemas para o torneio. | Michael Ryan                        | Jae Kim        | 27 de junho de 2019                             |
| 2  | A Mystery Solving Gang Divided (Uma Equipe de Detetives Dividida no Brasil)                                | Abraham Lincoln     | A Mystery Inc. recebe uma ligação de Chambersburg, um campo de batalha perto de Gettysburg, para investigar a misteriosa aparição de soldados da Guerra Civil de zumbis fantasmas, apenas para encontrar a tripulação do The Funky Phantom. Embora ambas as equipes de resolução de mistério entrem em conflitos subseqüentes até que o espírito de Abraham Lincoln sugira que eles devem trabalhar juntos e salvar o mistério para o fim de uma vez por todas. | Mark Hoffmeier                      | Frank Paur     | 2 de julho de 2019                              |
| 3  | Peebles' Pet Shop of Terrible Terrors!' (A Loja de Animais de Terrores Terríveis do Peebles no Brasil)     | Wanda Sykes         | A gangue encontra Wanda Sykes em uma pet shop, onde um ovo monstruoso eclodiu. | Caroline Farah                      | Mike Milo      | 11 de julho de 2019                             |
| 4  | Elementary, My Dear Shaggy! (Elementar, Meu Caro Salsicha! no Brasil)                                      | Sherlock Holmes     | Em turnê em Londres, a turma se depara com alguém que afirma ser ninguém menos que o lendário detetive Sherlock Holmes. | Michael Ryan                        | Mike Milo      | 18 de julho de 2019                             |
| 5  | Ollie Ollie In-Come Free! (Ollie sem Brinquedo! no Brasil)                                                 | Ricky Gervais       | Um gato da múmia aterroriza o apartamento de Ricky Gervais. | Mike Ryan                           | Mike Milo      | 25 de julho de 2019                             |
| 6  | The Scooby of a Thousand Faces! (O Scooby de Mil Faces!! no Brasil)                                        | Wonder Woman        | Enquanto está de férias na Grécia, a Mystery Inc. ajuda a Mulher Maravilha a derrubar um Minotauro que está atacando um museu. | Gavin Dell                          | Caroline Farah | 1 de agosto de 2019                             |
| 7  | The Cursed Cabinet of Professor Madds Markson! (A Maldição do Cofre do Professor Madds Markson! no Brasil) | Penn & Teller       | A Mystery Inc. visita um resort assombrado em Las Vegas, pronto para ser demolido com a Penn & Teller. | Michael Ryan                        | Frank Paur     | 8 de agosto de 2019                             |
| 8  | When Urkel-Bots Go Bad! (Quando os Urkel-Bôs dão Defeito! no Brasil)                                       | Steve Urkel         | A gangue encontra Steve Urkel em Chicago quando seu bot de Urkel se descontrola ao ser reprogramado pelo Technomancer. | Thomas Krajewski                    | Mike Milo      | 15 de agosto de 2019                            |
| 9  | The Fastest Fast Food Fiend! (O Espectro do Fast Food! no Brasil)                                          | Jim Gaffigan        | Quando Scooby e Shaggy competem em uma competição de fast food, eles enfrentam o desafio final de comer contra o comediante Jim Gaffigan enquanto disputam com o Spectral Speedster, que está tentando impedir a competição de terminar. | Caroline Farah                      | Frank Paur     | 22 de agosto de 2019                            |
| 10 | Attack of the Weird Al-Losaurus! (Ataque do Weird Al-ossauro! no Brasil)                                   | "Weird Al" Yankovic | Dirigindo pelas Montanhas Rochosas, a turma da Mystery Inc. descobre um clandestino na forma de "Weird Al" Yankovic. Ele os alerta sobre um horrível Allosauruschovendo implacável destruição em um acordeão local. | Mark Hoffmeier                      | Gavin Dell     | 29 de agosto de 2019                            |
| 11 | Now You Sia, Now You Don't! (Sia, Cadê Você? no Brasil)                                                    | Sia                 | Em Palm Springs, a amiga de Daphne, Sia, é enquadrada por um roubo de diamantes que não cometeu nas mãos de seu fantasma doppelgänger e a Mystery Inc. deve pegá-lo para limpar o nome de Sia. | Caroline Farah                      | Mike Milo      | 5 de setembro de 2019                           |
| 12 | Quit Clowning!                                                                                             | Kenan Thompson      | Em Atlanta, Salsicha e Scooby levam a gangue para conhecer seu bom amigo Kenan Thompson, que está se preparando para transmitir seu próprio teleton pela primeira vez na história. Quando um Palhaço Fantasma chamado Pazzo ataca, a Mystery Inc. deve ajudar Thompson a salvar o teleton. | Annalise LaBianco & Jeffery Spancer | Sean Bishop    | 12 de setembro de 2019                          |
| 13 | What a Night, For a Dark Knight! (Noite de Trevas com o Cavaleiro das Trevas! no Brasil)                   | Batman              | Depois que o "tio" Alfred de Daphne é sequestrado por Man-Bat, cabe a Batman recuperá-lo com uma pequena ajuda da Mystery Inc. Enquanto se suspeitava que Kirk Langstrom se tornasse Man-Bat novamente, Batman afirma que ele ainda está encarcerado no Arkham Asylum, o que significa que alguém está se passando por Batman. | Michael Ryan                        | Chris Bailey   | 19 de setembro de 2019                          |
| 14 | The Nightmare Ghost of Psychic U!                                                                          | Whoopi Goldberg     | Enquanto dirigia por montanhas nevadas, a Mystery Inc. se depara com uma universidade remota, onde eles conhecem Whoopi Goldberg, que é estudante na universidade. Aqui a gangue deve impedir que a universidade feche antes que Whoopi possa se formar, enquanto lida com o Fantasma do Pesadelo. | Caroline Farah                      | Frank Paur     | 23 de outubro de 2019 (Boomerang (Reino Unido)) |

## Renovação da 2ª Temporada
Scooby-Doo and Guess Who? foi renovada para uma segunda temporada, de acordo com o produtor Chris Bailey. A segunda temporada estreou em outubro de 2020.